# دوماگوج دوونجاک
دوماگوج دوونجاک (انگلیسی: Domagoj Duvnjak؛ زادهٔ ۱ ژوئن ۱۹۸۸) بازیکن هندبال اهل کرواسی است.